# 薄化粧の男
『薄化粧の男』（うすげしょうのおとこ）は、松本清張の短編小説。『影の車』第3話として『婦人公論』1961年3月号に掲載され、同年8月に短編集『影の車』収録の一作として、中央公論社から刊行された。
1982年・1998年にテレビドラマ化されている。

## あらすじ
3月3日の午前5時半頃、練馬区春日町の路上に止まっているルノーの車内から、ゴム会社の課長・草村卓三の死体が発見された。ルノーの前方には、その場所に存在しないはずの「工事中・通行止」の標識が出されていた。草村はすでに54歳になっていたが、自己の美貌に未だ自信を持っており、淡い色の眼鏡をかけ、顔に薄化粧を施したりする男であった。捜査本部は事件を様々な角度から検討したが、可能性はことごとく潰えてしまう。

## テレビドラマ

### 1982年版
「松本清張の薄化粧の男」。1982年3月18日、テレビ朝日系列の「春の傑作推理劇場」（21:00-21:54）にて放映。
キャスト
- 岡田茉莉子
- 池波志乃
- 土屋嘉男
- 地井武男
- 滝田裕介
- 浅利香津代
- 荒谷公之
- 服部妙子
- 北町嘉朗
- 小森英明
- 城戸卓
- 光映子
- 本間夕斗
- 大原美佳子
- 北沢裕美
- 北沢瑠美

スタッフ
- 脚本：吉田剛
- プロデューサー：佐々木孟、白崎英介、川田方寿
- 監督：田中登
- 助監督：横堀幸司
- 音楽：東京ビー・ジー・エム
- 制作：松竹、テレビ朝日

| テレビ朝日系列 春の傑作推理劇場      | テレビ朝日系列 春の傑作推理劇場    | テレビ朝日系列 春の傑作推理劇場                 |
| 前番組                               | 番組名                             | 次番組                                          |
| ------------------------------------ | ---------------------------------- | ----------------------------------------------- |
| 嫉妬 （原作：藤本義一） （1982.3.4） | 松本清張の薄化粧の男 （1982.3.18） | 妻よ安らかに眠れ （原作：菊村到） （1982.3.25） |

### 1998年版
「松本清張七回忌特別企画・薄化粧の男」。1998年6月26日、フジテレビ系列の「金曜エンタテイメント」枠（21:00-22:52）にて放映。視聴率17.7％（ビデオリサーチ調べ、関東地区）。
キャスト
- 草村卓三：風間杜夫 （化学メーカーの課長）
- 草村淳子：大谷直子 （草村の妻）
- 風松ユリ：斉藤由貴 （クラブのホステス）
- 殿山刑事：石橋蓮司 （板橋東署の係長）
- 刑事：吉田次昭
- 刑事：石丸謙二郎
- 相場健児：宮下直紀 （ユリの幼馴染）
- 斉藤美香：滝沢涼子 （草村の部下）
- 草村の部下：阿部朋子
- 西山繭子
- クラブ「MEW」のママ：栗田よう子
- 川村ひかる、熱田一、中帆登美、丸野保、川島令美、小野麻希子、渡辺成紀、吉野萌、小森英明

スタッフ
- 企画：清水賢治（フジテレビ）、瀧山麻土香（フジテレビ）
- 脚本：田中晶子
- 監督：松原信吾
- 音楽：岩間南平
- 撮影協力：コープとうきょう小金井ぬくい坂下店、住友不動産青葉台ヒルズ、平安祭典高円寺会館、テイチク、酒井薬品 ほか
- 技術協力：映広
- プロデュース：小坂一雄（レオナ）
- 制作：フジテレビ、レオナ、霧企画

| フジテレビ系列 金曜エンタテイメント                                      | フジテレビ系列 金曜エンタテイメント             | フジテレビ系列 金曜エンタテイメント       |
| 前番組                                                                   | 番組名                                          | 次番組                                    |
| ------------------------------------------------------------------------ | ----------------------------------------------- | ----------------------------------------- |
| 踊る大捜査線番外編 湾岸署婦警物語 初夏の交通安全スペシャル （1998.6.19） | 松本清張七回忌特別企画 薄化粧の男 （1998.6.26） | おばさんデカ 桜乙女の事件帖6 （1998.7.3） |